# Отагский конный стрелковый полк
Отагский конный стрелковый полк (англ. Otago Mounted Rifle Regiment)— воинское подразделение новозеландской армии, сформированное и задействованное в годы Первой мировой войны.
Формирование полка началось в третьем квартале 1914 года, после вступления Британской империи в войну. Для комплектации его личным составом было выделено по одному эскадрону из уже существовавших полков Территориальной армии: 5-го (Отагские гусары), 7-го и 12-го (Отагского)  конных стрелковых полков.

## Боевой путь
Боевое крещение полк принял в 1915 году в Галлиполи. В дальнейшем в составе 
новозеландской конной стрелковой бригады был выведен на переформирование и пополнение в Египет. После чего включён в новозеландскую дивизию и переведён на Западный фронт, где и находился до конца войны, будучи единственным новозеландским кавалерийским подразделением во Франции.

## Командующие
- подполковник А. Баучоп (1914)
- подполковник Р. Григор (1915—1916)
- майор Г. Митчелл (1916—1919)